# Onthophagus monardi
Onthophagus monardi är en skalbaggsart som beskrevs av Antoine Boucomont 1936. Onthophagus monardi ingår i släktet Onthophagus och familjen bladhorningar. Inga underarter finns listade i Catalogue of Life.